# الدوري اليوناني لكرة السلة
الدوري اليوناني لكرة السلة (بالإنجليزية: Greek Basket League) هو دوري كرة سلة للمحترفين في اليونان تأسس في 1927 يلعب في 12 فريقاً.

## أبرز الفرق
- باناثينايكوس لكرة السلة

## وصلات خارجية
- الموقع%20الإلكتروني